# 无效突变
无效突变（null mutation），等位基因由于片段的缺失、插入以及重排等原因使其编码的蛋白质失去功能的突变。既可以是导致无法合成蛋白质的突变，也可以是促进合成无功能蛋白质的突变。